# Maggie Steffens
Margaret Ann "Maggie" Steffens (San Ramon, 4 de junho de 1993) é uma jogadora de polo aquático estadunidense, bicampeã olímpica e tricampeã mundial. É irmã mais nova da também jogadora Jessica Steffens e foi eleita melhor jogadora do mundo pela Federação Internacional de Natação em 2012 e 2014.

## Carreira
Steffens fez parte do elenco campeão olímpico pelos Estados Unidos em Londres 2012. Quatro anos depois voltou a conquistar a medalha de ouro nos Jogos do Rio de Janeiro.